# Ungerove grabe
Ungerove grabe su skup devet manjih jezera i bara površine ukupno oko 2,5 hektara ovisno o vodostaju potoka Gliboki i oborinskim vodama. Nalaze se u Koprivničko-križevačkoj županiji na krajnjem sjeverozapadnom dijelu područja naselja Torčec.

## Opis
Jezerca i bare su dobila ime po nekadašnjem mlinu uz jezerca koji i danas podsjeća na dane od prije nekoliko desetljeća i više kada je Gliboki bio vodom bogat i moćan potok. To su umjetna jezera i bare nastale iskapanjem šljunka i pijeska kojima gospodari ŠRK "Đelekovec". Najveće jezero je površine oko 0,6 hektara. Opskrbljuju se vodom podzemno iz nepresušnog potoka Gliboki (teče polukružno mjestimično i manje od 100 metara od bara) i oborinskih voda. Oko jezera je šuma a sjeverno, iza užeg šumskog pojasa akacije, su poljoprivredne površine, uglavnom livade. Obala jezera je prilično neprohodna obrasla visokim raslinjem (borovom šumom, bagremom-akacijom, topolom i dr.), niskim raslinjem (vrbom, bazgom i dr.), bršljanima i šikarom. Širok pojas ovakve guste vegetacije je dobro stanište i zaštita za mnoge životinjske vrste ovog područja: dlakavu i pernatu divljač, divlje životinje, gmazove, vodozemce i druge. Uz vodu ima rogoza, šaša, trske, čička, divljih kupina, trnovite i druge vegetacije. Pristup većim dijelom mutnoj vodi je moguć na nekoliko ribičkih mjesta. Dno jezera je šljunkovito pokriveno trulim lišćem, mjestimično s puno mulja i prilično obraslo vodenom travom-resom (krocanj), vodenim orašcem, hrapavom voščikom a ima i bijelog lopoča, žutog lokvanja i druge vodene vegetacije. Manje bare su skoro potpuno obrasle vodenom travom. U vodi ima prilično granja i porušenih stabala gdje su ribe dobro zaštićene od ribolovaca. Veći dio oko jezera i bara je potpuno nepristupačan i predstavlja netaknutu divlju prirodu. 

#### Migracije vodozemaca
Ova jezerca i bare spadaju u veća podravska mrijestilišta žaba. S prvim toplijim danima u proljeće tisuće žaba koje se nalaze u krugu oko 2 km oko Ungerovih jezera i bara, većinom obična krastača, zelena krastača, močvarna smeđa žaba i druge, kreću iz zimovališta na mriješćenje. Ovdje im se na tom putu uz grabe nalazi prometna cesta Koprivnica - Đelekovec pa žabama u prelasku pomažu Ekološko društvo Koprivnica i volonteri. Akcija spašavanja vodozemaca koju Ekološko društvo Koprivnica provodi na području Đelekovca traje od 1999. godine. Žabe, ali još više i one male žabice zbog svojih dnevnih ljetnih aktivnosti, stradavaju na prometnici, a i kasnije kad se vraćaju u zimovališta.

#### Ribolov
Jezerca se ne poribljavaju pa od ribljih vrsta ima za neke vrste sportskog ribolova: štuke (kapitalnih primjeraka), običnog grgeča (ostriž) i sitnije ribe crvenperka, klenić, žutooka-bodorka, bjelica-uklija i drudih. Ima i unesenih-alohtonih invazivnih vrsta riba: babuška, patuljasti som (patuljan)-američki som, sunčanica i bezribica. Ribe također ima i u spomenutom potoku Gliboki. Zabranjena je uporaba čamaca.

## Galerija
- Ungerove grabe
- Ungerove grabe
- Ungerove grabe

## Vanjske poveznice
- Popis ribolovnih voda  Ribolovne vode podravsko-prigorskog kraja